# 常麟書
常麟書（1869年—1927年），字绂章，号味经，又号约斋，山西省太原府榆次縣人，清朝政治人物、同進士出身。
光绪十七年，乡试中举。光緒二十九年（1903年），参加光緒癸卯科殿試，登進士三甲第87名。同年閏五月，授户部主事。光绪三十一年，担任凤鸣学堂山长。光绪三十三年，又任榆次速成师范校长兼总教务。民国二年，担任山西大学、山西公立工业专门学校、山西公立商业专门学校、山西公立法政专门学校教授。民国十六年，病逝于太原。著有《诗经述义》、《礼记易简录》、《左腴类聚》、《尔雅述义》、《中字知源录》、《群经正义提纲》、《读史大事辑》、《汉隋二志存书辑略》。